# Cancridae
Cancridae es una familia de cangrejos. Comprende a 6 géneros existentes y 11 géneros extintos, dentro de dos subfamilias:
Cancrinae Latreille, 1802
- Anatolikos Schweitzer & Feldmann, 2000
- †Anisospinos Schweitzer & Feldmann, 2000
- Cancer Linnaeus, 1758
- †Ceronnectes De Angeli & Beschin, 1998
- †Cyclocancer Beurlen, 1958
- Glebocarcinus Nations, 1975
- Metacarcinus A. Milne-Edwards, 1862
- †Microdium Reuss, 1867
- †Notocarcinus Schweitzer & Feldmann, 2000
- Platepistoma Rathbun, 1906
- Romaleon Gistel, 1848
- †Santeecarcinus Blow & Manning, 1996
- †Sarahcarcinus Blow & Manning, 1996

†Lobocarcininae Beurlen, 1930
- †Lobocarcinus Reuss, 1857
- †Miocyclus Müller, 1978
- †Tasadia Müller in Janssen & Müller, 1984

Hasta el año 2000, las especies existentes eran clasificadas en el género Cancer. Luego de un análisis de nuevo material fósil, los subgéneros fueron elevados al rango de género, y tres nuevos géneros fueron erigidos. La mayoría de la diversidad actual se encuentra en las aguas templadas del hemisferio norte.